# 金匙 (新南威爾斯州)
金匙，又譯欽時、墾思、坎普西，是澳洲新南威爾斯州的一個市區，位於雪梨商業中心區西南方11（6.8英里）處，曲士河南岸。該區是間打巴利及班士廳市地方政府行政區的行政中心之一。

## 商業區
該市區為市郊住宅、零售及輕工業發展區，主要購物中心位於班尼士街（Beamish Street）沿線，近金匙火車亭及周邊街道。

## 學校
- 夏慤公立學校（Harcourt Public School）
- 金匙公立學校（Campsie Public School）
- 聖梅爾小學（St. Mel's Primary School）

## 教堂
- 五旬宗雪梨教會（The Pentecostals of Sydney）
- 天主教（英语：Catholic Church in Australia）聖梅爾堂（St Mels Catholic Church）
- 聖公會聖約翰堂（St John's Anglican Church）
- 浸信會金匙堂（Campsie Baptist Church）
- 安提約基雅正教聖若翰洗者堂（St. John The Baptist Antiochian Orthodox Church）

### 鄰近市區
- 金匙華人公理會（Campsie Chinese Congregational Church），位於哥來頓柏

## 備註
1. ↑  雲浮音/kʰɐm⁵⁵ si²¹/，英德音/kʰɐm⁵⁵ ʃi²²/，石岐音/kʰɐm⁵⁵ si⁵¹/